# Bekenntnissynode

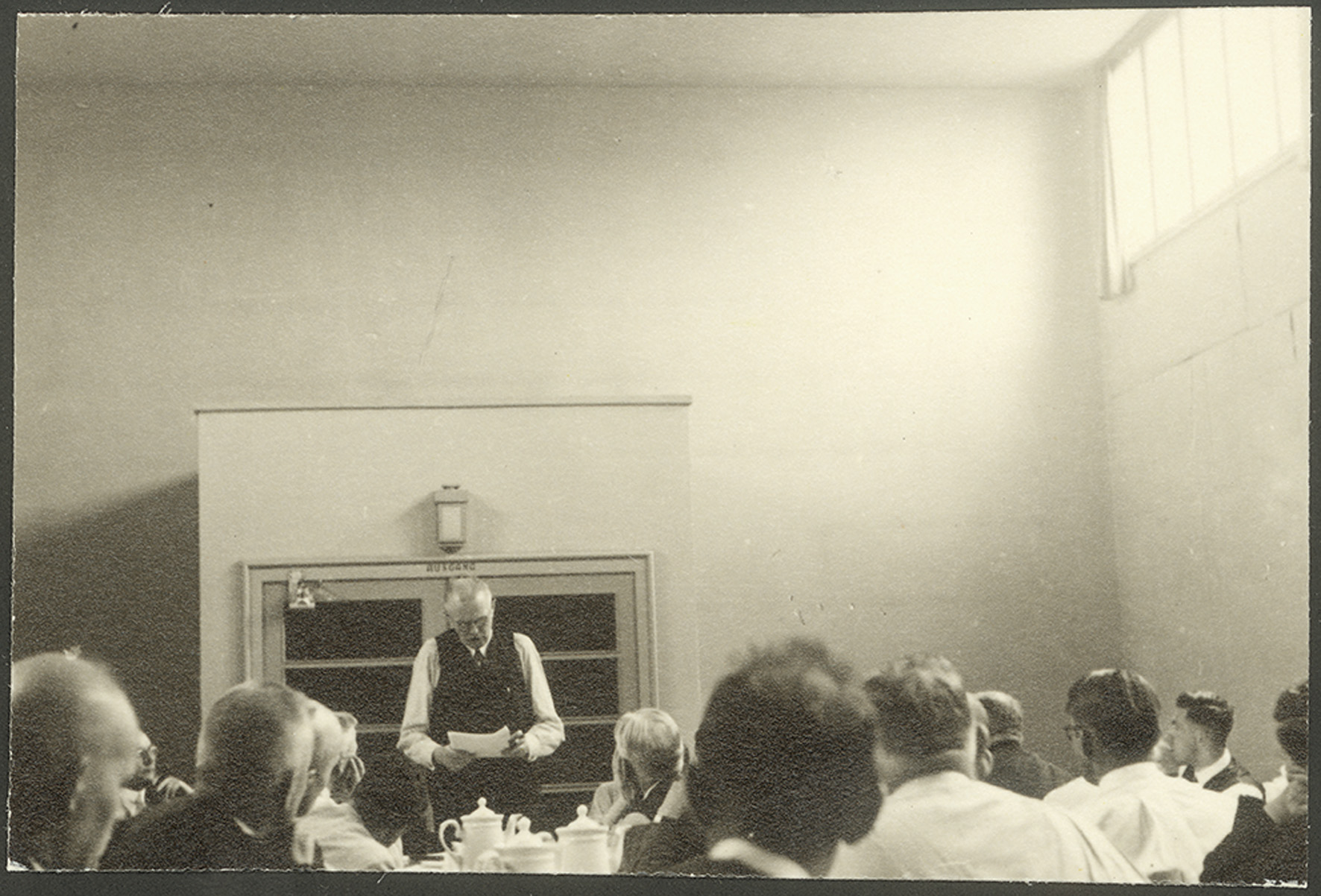
Treffen 1934

Mit dem Begriff Bekenntnissynode werden evangelische Synodalversammlungen bezeichnet, die auf Kreis-, Provinzial-, Landes- oder Reichsebene seitens der Bekennenden Kirche während der nationalsozialistischen Zeit ab 1934 einberufen wurden. Sie erhoben den Anspruch, rechtmäßige Leitungsorgane der evangelischen Kirche zu sein, und stellten sich damit in offenen Gegensatz zu den deutschchristlich bestimmten Kirchenbehörden und Leitungsorganen.

## Die Formierung der Bekenntnissynoden 1934
Der Grund für die Formierung der Bekenntnissynoden waren nicht nur die Eingriffe der seit den Kirchenwahlen von 1933 dominierenden Kirchenpartei, der von NSDAP-Anhängern gegründeten „Deutschen Christen“, in Organisation und Verfassung der evangelischen Kirchen, wie etwa die Gleichschaltung der Landeskirchen, die Absetzung von Kirchenführern und die Umsetzung des Arierparagraphen im Pfarrerdienstrecht, sondern vor allem die Auffassung, dass die Deutschen Christen damit von der Bibel und den Bekenntnisschriften als den Grundlagen der evangelischen Kirche abgewichen seien. Der Eindruck, dass ein Bekenntnisnotstand (Status confessionis) eingetreten sei, verschärfte sich mit der Kundgebung im Berliner Sportpalast am 13. November 1933, die zum Zerfall der Deutschen Christen und zur Diskreditierung des Reichsbischofs Ludwig Müller führte. Mit der Selbstbezeichnung als Bekenntnissynode war also der Anspruch, die rechtmäßige Leitung der Kirche zu sein, direkt verbunden. 
Erstmals erhob die „Freie reformierte Synode“, zu der am 3. und 4. Januar 1934 167 Vertreter reformierter Gemeinden in Wuppertal-Barmen zusammenkamen, den Anspruch einer bekenntnisgemäßen Neuordnung der Kirche. Ihr folgte am 18./19. Februar 1934 die „Freie Evangelische Synode“ der Kirchenprovinz Rheinland, ebenfalls in Barmen. Der Begriff „Bekenntnissynode“ wurde zum ersten Mal am 16. März 1934 von der Synode der westfälischen Provinzialkirche in Dortmund benutzt. 
Die erste Bekenntnissynode der Deutschen Evangelischen Kirche fand vom 29. bis 31. Mai 1934 in Wuppertal-Barmen statt und ist deshalb auch als Barmer Bekenntnissynode bekannt. Dort kamen neben den Vertretern der sogenannten zerstörten Kirchen, bei denen die Organe der Bekennenden Kirche für die Wahl der Synodalen zuständig waren, auch Vertreter der sogenannten intakten Kirchen, in denen das Kirchenregiment noch bekenntnisgemäß agierte und nicht gleichgeschaltet war. Gemeinsam verabschiedeten die 139 Synodalen die Barmer Theologische Erklärung als Fundament der Bekennenden Kirche.

## Die weiteren Bekenntnissynoden auf Reichsebene
Die weiteren Bekenntnissynoden, zu denen Vertreter aller Landeskirchen zusammenkamen, standen – wie schon die erste – unter der Leitung des westfälischen Präses Karl Koch (Bad Oeynhausen).
Die zweite Synode tagte vom 19. bis 20. Oktober 1934 in Berlin-Dahlem und verabschiedete das sogenannte kirchliche Notrecht von Dahlem.
Die dritte (4. bis 6. Juni 1935 in Augsburg) bestätigte die im November 1934 gebildete (Erste) Vorläufige Kirchenleitung der Bekennenden Kirche.
Die vierte und letzte Reichsbekenntnissynode fand vom 18. bis 22. Februar 1936 in Bad Oeynhausen statt. Sie konnte keine Einigung über eine Beteiligung der Bekennenden Kirche an den Reichskirchenausschüssen erzielen und war schwer belastet vom Dissens zwischen Mitgliedern des Lutherrats und Mitgliedern aus den „zerstörten“ Landeskirchen. Die Oeynhauser Synode wählte die Zweite Vorläufige Kirchenleitung, die aber nur in den zerstörten Kirchen anerkannt wurde, und bestimmte auch die Mitglieder des Reichsbruderrats.

## Weitere Bekenntnissynoden
Auf der Ebene der Evangelischen Kirche der Altpreußischen Union fanden bis 1943 insgesamt zwölf Bekenntnissynoden statt, von denen die ersten drei (Barmer Bekenntnissynode, 29. Mai 1934; Berlin-Dahlem, 4.–5. März 1935; Berlin-Steglitz, 23.–26. September 1935) noch staatlich geduldet wurden. Bei der zweiten Tagung der vierten Synode in Halle (Saale) 1937 wurde eine Erklärung über das Abendmahl verabschiedet, die den Arnoldshainer Abendmahlsthesen von 1957 und der Leuenberger Konkordie vorarbeitete und so zur Abendmahlsgemeinschaft zwischen Lutheranern und Reformierten führte. Die zwölfte und letzte (16./17. Oktober 1943 in Breslau) verabschiedete eine Auslegung des Gebots „Du sollst nicht töten“ aus den Zehn Geboten, das sich gegen die staatliche Euthanasiepolitik (Aktion Brandt) wandte.
Unter den weiteren Bekenntnissynoden auf Provinzialebene ist die Naumburger Synode in Schlesien im Juli 1936 bedeutungsvoll.